# Ken Sugimori
Ken Sugimori (în japoneză: 杉森 建, n. 27 ianuarie 1966, Fukuoka, Japonia) este un artist, designer de jocuri video și regizor japonez, cel mai cunoscut pentru munca sa esențială în crearea francizei Pokémon. Este directorul artistic principal al Game Freak, compania care a dezvoltat jocurile Pokémon împreună cu Nintendo.

## Contribuții notabile
Designul original al Pokémonilor: Sugimori este artistul care a desenat primele 151 de Pokémon, bazându-se pe conceptele colegilor săi, în special ale lui Satoshi Tajiri, creatorul conceptului Pokémon.
Stilul artistic: Ilustrațiile sale sunt clare, elegante și detaliate, cu linii fine și culori plate. Acest stil a definit aspectul oficial al Pokémonilor timp de decenii.
Director de artă: A supervizat direcția vizuală a jocurilor Pokémon de la începutul seriei până în anii mai recenți.
Alte jocuri: A lucrat și la alte titluri dezvoltate de Game Freak, precum Pulseman, Drill Dozer sau Tembo the Badass Elephant.

## Impact
Ken Sugimori este considerat o figură legendară în cultura pop japoneză și mondială. Stilul său a stabilit o identitate vizuală coerentă și recognoscibilă pentru una dintre cele mai mari francize din lume. Desenele sale rămân baza pentru toate produsele Pokémon: jocuri, anime, jucării, cărți și multe altele.